# Perian
Perian war eine kostenlose Softwarekomponente für Apples QuickTime Framework für die Darstellung gängiger Videoformate, die es QuickTime-basierenden Programmen ermöglicht, zahlreiche weitere Codecs wie DivX, Xvid oder AC3 Audio wiederzugeben, und kann daher als analog zu ffdshow angesehen werden. Für die Dekodierung wird die libavcodec-Bibliothek des populären FFmpeg-Projekts genutzt.
Die Entwicklung der Software wurde im Mai 2012 eingestellt. Seit OS X Mavericks war eine Verwendung zwischenzeitlich noch mit Hilfe des „Quicktime 7 Players“ möglich, den Apple einst für Mac OS X Snow Leopard zum kostenlosen Herunterladen bereitstellte. Da jedoch mit macOS Catalina die Unterstützung von 32-Bit-Apps eingestellt wurde, ist eine Verwendung auf aktuellen Systemen nicht mehr möglich.
Als Alternative zu Perian empfahlen die Entwickler den Niceplayer sowie die fortlaufend weiterentwickelten Softwareprodukte VLC oder MPlayer.

## Unterstützte Videoformate
Perian unterstützte unter anderen die Containerformate AVI, Flash Video, Matroska, DivX Media Format und VP6 sowie eine Vielzahl an Videocodecs:
- MS-MPEG4 v1, v2 und v3
- MPEG-1
- MPEG2
- DivX
- 3ivx
- Xvid
- H.264
- Sorenson H.263
- Flash Video FLV Sorenson Spark
- FSV1
- Truemotion VP6
- H.263i
- VP3
- HuffYUV
- FFVHuff
- Fraps
- Snow
- NuppelVideo
- Techsmith Screen Capture
- DosBox Capture